# Aubergina
Aubergina là một chi bướm ngày thuộc họ Lycaenidae.